# Joseph-François Foulquier
Pour les articles homonymes, voir Foulquier.
Joseph-François Foulquier (1745-1789) est un peintre et graveur français, art qu'il pratiqua en amateur éclairé. Après avoir été attaché au parlement de Toulouse, il fut intendant de la Guadeloupe et de la Martinique. Curieux de sciences naturelles et d'astronomie, il est aujourd'hui connu pour ses « compositions grotesques et satiriques » conservées entre autres à la Bibliothèque nationale de France et au Metropolitan Museum of Art.

## Biographie
Né à Toulouse, paroisse de la Daurade, le 21 février 1745, Joseph-François Foulquier est le fils de Louis II Foulquier (1705-?) et de Françoise Dureigne, mariés dans la même paroisse, le 12 février 1743, d'une famille aisée appartenant à la petite noblesse locale, rattachée aux terres de Lapeyrouse-Fossat et de Labastide-Saint-Sernin. Le père est dit, en 1743, « négociant et capitoul électif ». La jeunesse de Joseph-François est très studieuse, à l'image de son époque et de son rang, il reçoit au collège de Sorèze l'enseignement de matières littéraires et scientifiques, ce dernier domaine ayant sa préférence. Selon le vœu de ses parents, il fait son droit et entre comme conseiller au parlement de Toulouse et à l'occasion, monte à Paris. Là, il se lie avec le peintre d'origine alsacienne Philippe-Jacques de Loutherbourg qui lui enseigne l'art du dessin et de la gravure. Entre 1765 et 1773, Foulquier grave un certain nombre de plaques, soit d'après des maîtres comme Jean-Baptiste Despax, soit de sa propre invention, en un mélange de fantaisie, de satire et de grotesque, compositions qu'il légende lui-même à la pointe de manière très cocasse. Il fréquente Jean-Jacques Rousseau et correspond avec lui.
Après la dissolution des parlements en 1771, le jeune-homme se retrouve exilé un temps comme nombre de ses collègues, puis en 1774, avec l'avènement du règne de Louis XVI et le rappel des parlements, il revient à Paris, intrigue, et, grâce au soutien de Tascher de La Pagerie et de Clugny de Nuits, finit par obtenir une charge, devenant l'intendant de la Guadeloupe, laquelle est confirmée le 30 juin 1781. Durant les premières années de ce séjour, il fait venir des astronomes, physiciens, dessinateurs et peintres, et envoie périodiquement des rapports à Paris, et aux jardins du roi des échantillons de plantes. Il en adresse aussi au jardin botanique de Toulouse et correspond avec Picot de Lapeyrouse. En 1786, il est muté comme intendant de la Martinique, ce que nous apprend La Gazette de France en date du 13 août : en congé à Paris, il rencontre alors le roi en présence du maréchal de Castries.
De retour à la Martinique, il meurt à Saint-Pierre le 13 février 1789.
Une impasse à son nom existe à Toulouse.

## Gravures conservées
Les gravures sont essentiellement le produit d'une technique mixte, associant burin et eau-forte : entre autres, une vingtaine de pièces sont conservées au Département des estampes et de la photographie de la Bibliothèque nationale de France (Paris), une dizaine au Metropolitan Museum of Art et au British Museum. Il compose plusieurs suites, notamment Matelots (1768), puis le Premier Recueil de modes et habits galans de différens Pays, dessinés d'après nature par J. F. de Loutherbourg (1771), d'où sont sans doute extraites certaines pièces ci-dessous :
- La Famille laborieuse (1765).
- Ritratti di alcuni Ostrogotti... (1768).
- Charge : nombreuses têtes grotesques masculines (1768).
- Matelots (1768), série de matelots de différentes régions, d'après Loutherbourg.
- La Mort de sainte Monique (1769), d'après Despax.
- Matelot fumant les bras croisés (1769), d'après Loutherbourg.
- Troupeau au repos près d'une mare : à Monsieur Boyer de Raspide, amateur des Arts et Membre de l'Academie de Toulouse (1770), d'après Loutherbourg.
- Mausolée élevé à Auch à la mémoire de Mre Detigny par F. Lucas, professeur de sculpture à Toulouse (1770).
- Draperie, sur laquelle s'inscrit le titre, tenue par une femme qu'on aperçoit dans l'embrasure d'une fenêtre (1771).
- Un Archinoble espagnol qui va faire sieste pour aider la digestion (1771).
- Un Jeune Normand qui fait ses études (1771).
- Un Maigre Bourgmestre qui prend croute avant le dîner (1771).
- Deux Jeunes Milords qui badinent après le dîner  (1771).
- Un Petit-Maître Gascon qui va prendre son caffé (1771).
- R.R.P. Doctissimi Bassinae (1773).
- Charge : quatre vieillards en buste, consultant un livre (1773).
- Omnes videntes me desirerunt me : un ecclésiastique à qui une hure de sanglier tient lieu de tête, et une foule de personnages grotesques (1773).
- P[remière] Corps de Garde, dédié à Monsieur de Lucas Brocantino, peintre (1773), d'après Loutherbourg.
- Mamolin, roy de Garbe (1776).
- Messiou et Dames dit Le Charlatan : un marchand d'orviétan, en soutane et rabat, une médaille autour du cou, coiffé de la barrette, fait l'article à des curieux, (1776).
- L'Évocation des morts, s.d.
- Charge : têtes d'hommes et d'animaux entourant une idole (tête à perruque avec un compas aux yeux) brûlée sur un bûcher, s.d.
- Le Père, la Mère, le Petit fan-fan, la Tante, le Cousin germain, l'oncle à la mode de Bretagne, et le Perruquier de toute la famille, s.d.
- Paysage, ave un personnage coiffé d'un grand chapeau et juché sur un tronc d'arbre, s.d.

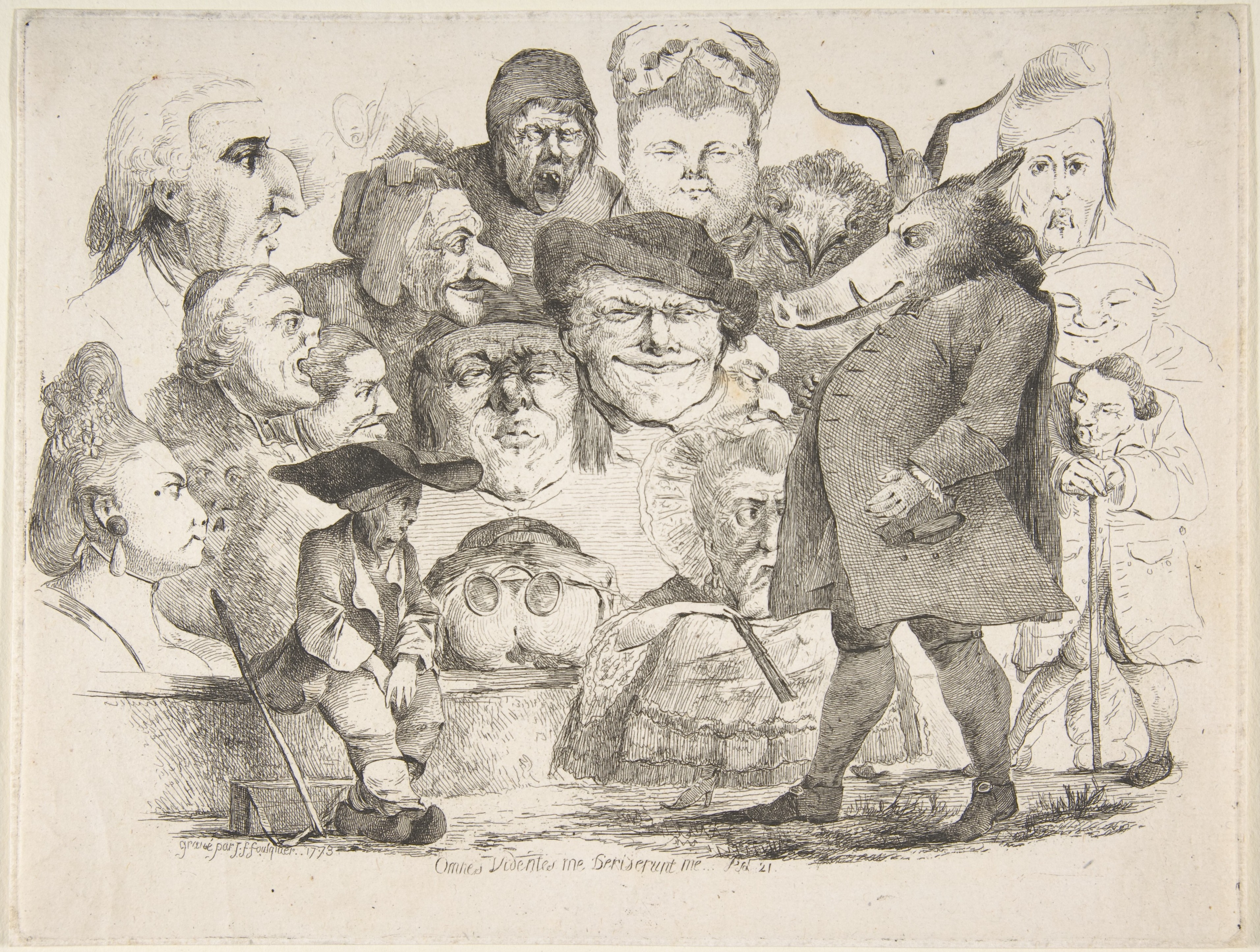
Omnes Videntes me Deriserunt (eau-forte, 1773, Metropolitan Museum of Art)
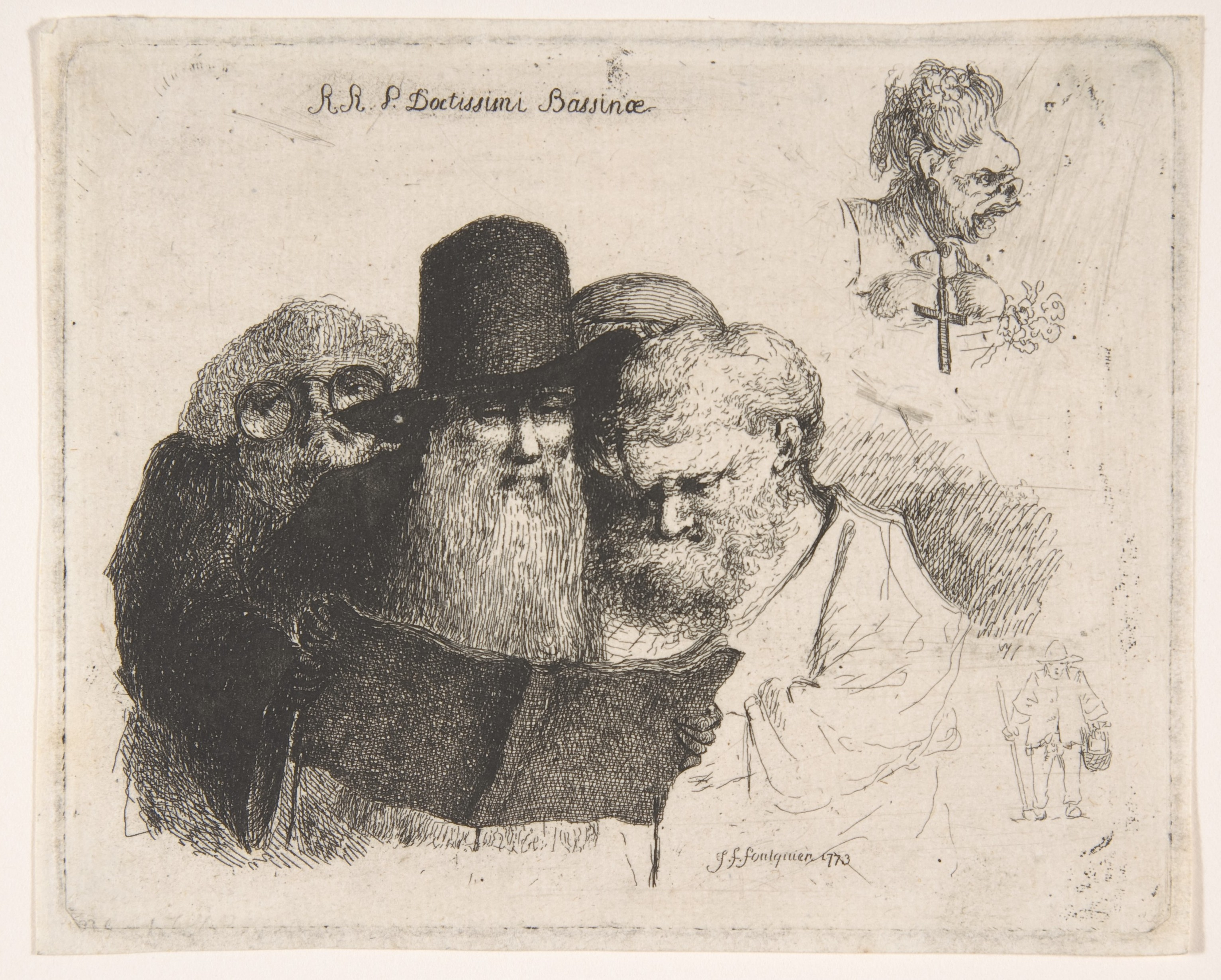
R.R.P. Doctissimi Bassinae (eau-forte, 1773, Metropolitan Museum of Art)
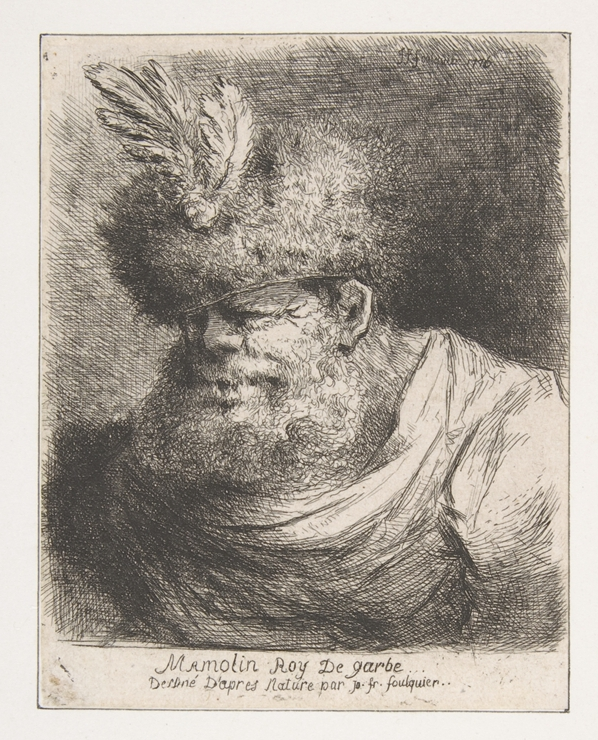
Mamolin, roy de Garbe (eau-forte, 1776, Metropolitan Museum of Art)
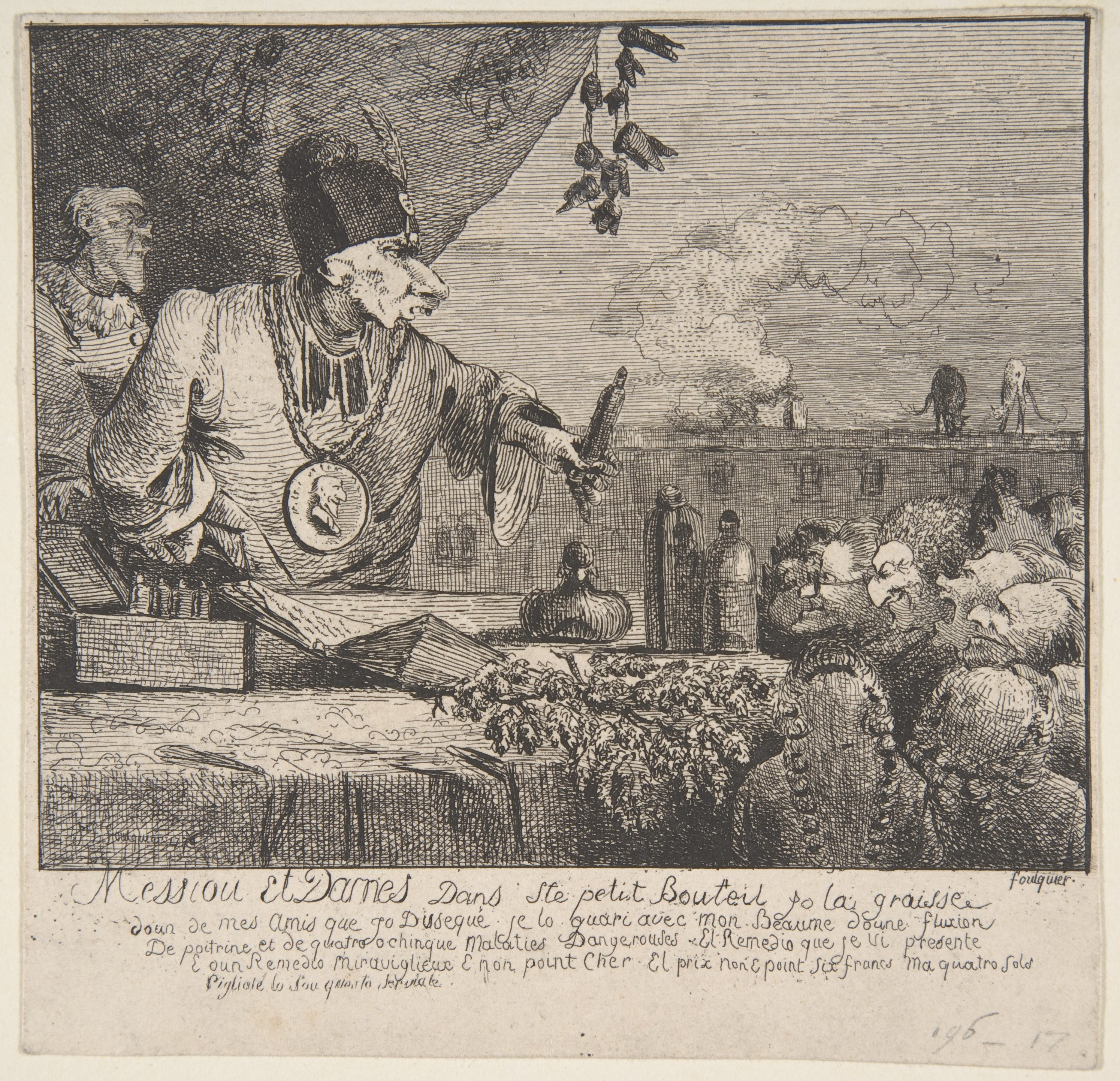
Messiou et Dames (eau-forte, 1776, Metropolitan Museum of Art)